# Linz trolibuszvonal-hálózata
Linz trolibuszvonal-hálózata 1944-ben nyílt meg. Jelenleg öt vonalból áll.

## Története
Az első linzi trolibuszvonal – később O1 vonal – 1944. május 15-én indult el, 8,2 kilométer hosszú volt és Hessen - St. Martin között járt. A tízperces követéssel a járatok naponta  6:00-22:30 között közlekedtek. A felsővezeték megsérültek a második világháború légitámadásai alatt. A vonal helyreállítását követően 1945. szeptember 17-étől járat ismét a járat, amelynek útvonalát 1952-ben és 1963-ban meghosszabbíották. 1952-től járt a O2 viszonylat (ma 41-es). A városi közlekedés folyamatos átszervezésével és az egyes utcák forgalmi rendjének átépítésével egyetemben az útvonalak és irányok változtak.
| 41  | Hessenplatz – Baintwiese                           | 06:15–07:45 óra: 10 perces követés (csak iskola időben), 8:00-19:00 óra: 15 perces követés , 19:00 órától 30 perces követés |
| 43  | Hessenplatz – Traun Stadtfriedhof                  | 06:15–07:45 óra: 10 perces követés (csak iskola időben)                                                                     |
| 45  | Stieglbauernstraße – Főpályaudvar (Buszpályaudvar) | 13:00–17:30 óra: 10 perces követés                                                                                          |
| 45A | Stieglbauernstraße – Froschberg                    | |
| 46  | Hafen – Froschberg                                 | 13:00–17:30 óra: 10 perces követés                                                                                          |